# Медио Кампидано
Медио Кампидано (на италиански: Provincia del Medio Campidano)
е бивша провинция и географски район на остров Сардиния. Днес е част от провинция Южна Сардиния.
Кампидано е част от гигантска геологична депресия и най-голямата равнина на острова: около 100 км дължина и 15 до 20 км ширина. Тя се простира по целия остров от север-северозапад до юг-югоизток. В алувиално-глинената почва благоприятства възникване на праисторически грънчарски центрове, чиито размер и организация днес е изследван от археолозите. Околните склонове
планините и хълмовете са покрити с макис и са осигурявали богат горивен материал за изпичане на продукцията.

## Администативно деление
Медио Кампидано има площ 1516 km² и население 103 436 души (2007). Административени центрове са градовете Санлури и Вилачидро. Провинцията се състои от 28 общини.
- Вилачидро
- Санлури
- Арбус
- Барумини
- Виламар
- Вилановафору
- Вилановафранка
- Гоносфанадига
- Гуспини
- Дженури
- Джестури
- Колинас
- Лас Пласас
- Лунаматрона
- Пабилонис
- Паули Арбарей
- Самаси
- Сан Гавино Монреале
- Сардара
- Сегариу
- Серамана
- Серенти
- Сецу
- Сиди
- Туили
- Тури
- Усарамана
- Фуртей